# Jakob Maurer (Architekt)
Jakob Maurer (* 28. Dezember 1929 in Uster; † 30. Mai 2025) war ein Schweizer Architekt und gehörte der Zürcher Arbeitsgruppe für Städtebau an.

## Leben
Jakob Maurers Eltern sind der Architekt Jakob Maurer und Ida Maurer, geb. Zubler. Er studierte von 1948 bis 1952 Architektur an der ETH Zürich, danach war er bis 1960 als angestellter und teilweise auch als freischaffender Architekt tätig. 1960 wechselte er zur Stadt Zürich und übernahm dort bis 1962 die Leitung des Büros für den Generalverkehrsplan im Hochbauamt der Stadt. Von 1963 bis 1967 war er technischer Leiter der Regionalplanung für Zürich und Umgebung, in diesem Zeitraum gehörte er auch für die Landesring der Unabhängigen dem Zürcher Kantonsrat an. Nach seiner Promotion im Jahre 1966 mit einer Arbeit zum Thema Stadtplanung und Stadtforschung wurde er Assistenzprofessor für Orts-, Regional- und Landesplanung an der ETH. Seine Professur wurde 1970 in eine ausserordentliche und 1977 in eine ordentliche umgewandelt, die er bis zu seiner Emeritierung 1997 im Fachgebiet Methodik der Raumplanung an der ETH wahrnahm.
Maurer gehörte zu den Mitbegründern des Bunds Schweizer Planerinnen und Planer. Beratend war er auch in Deutschland, Österreich und Frankreich tätig. Er gehörte der Zürcher Arbeitsgruppe für Städtebau an. Maurer war seit 1953 mit Hilde Lea Esposito verheiratet.

## Werke
- Richtplanung, methodische Überlegungen zur Richtplanung gemäss der Schweizerischen Bundesgesetze über die Raumplanung. Zürich 1985.
- Mut zur Stadt, Erfahrungen mit Wien. Mit Fritz Hofmann. Compress-Verlag, Wien 1988, ISBN 3-900607-14-1.
- Planungssysteme – Planungskonzepte, wie weiter? (Herausgeber). vdf, Zürich 1997, ISBN 3-7281-2352-8.
- Mobilität ohne Grenzen? Vision: Abschied vom globalen Stau, Band 10 aus: Visionen für das 21. Jahrhundert. Mitarbeit: Martina Koll-Schretzenmayr, Peter Felixberger u. a. Campus-Verlag, Frankfurt am Main 2000, ISBN 3-593-36040-3.